# Нюксенский район
Ню́ксенский райо́н — административно-территориальная единица (район) в Вологодской области России. В рамках организации местного самоуправления в границах района существует муниципальное образование Нюксенский муниципальный округ (с 2004 до 2022 гг. — муниципальный район).
Административный центр — село Нюксеница.

## География
Район расположен на северо-востоке области и граничит с Тарногским районом Вологодской области на западе, с Устьянским районом Архангельской областью на севере, с Великоустюгским и Кичменгско-Городецким районами на востоке, с Тотемским и Бабушкинским районами на юге. Площадь территории муниципального района — 5167,42 км².
Территория Нюксенского района в геологическом отношении принадлежит пермской системе. Из полезных ископаемых следует отметить кирпично-черепичные глины в районе деревни Большая Сельменьга. Здесь 5 июля 1954 года пущен в эксплуатацию кирпичный завод (ныне не существующий). У деревни Брусенец разведан минеральный йодовый источник. В 1960-х годах промышленную разработку получили месторождения известняков около деревень Дунай и Вострое, а также калийные соли в деревне Бобровское.
В лесах района насчитывается очень много разных зверей. К числу наиболее ценных относятся: медведь, заяц, белка, куница, волк, горностай, выдра, лось. В 1966 году в Нюксеницу завезли речного бобра. В глубоком прошлом в лесах района водились мамонты, носороги и другие животные. В районе насчитывается свыше 80 видов птиц. Среди них промысловые: тетерев, рябчик, куропатки, гуси и утки.

## История
Район образован 10 апреля 1924 года в составе Северо-Двинской губернии, площадь района на тот момент составляла 5574 км², а население 22 156 человек. 10 июня того же года образован райисполком. Председателем избран П. В. Виноградов. Секретарём райкома РКП(б) избран И. В. Подольский. В конце июня 1924 года волисполкомы были ликвидированы. 27 февраля 1928 года Нюксенский район со всей своей территорией переименован в Сухонский с центром в селе Городищна. 9 февраля 1929 года организована первая коммуна «Прожектор» в составе 23 крестьянских хозяйств села Нюксеница. Председателем коммуны избран И. Я. Юров. 15 июля 1929 года Сухонский район вошел в состав Северо-Двинского округа. К району присоединен Брусноволовский сельсовет из Тотемского района. В сентябре 1930 года в Нюксенице открыта 7-летняя школа 2-й ступени. Постановлением ВЦИК от 30.07.1931 Сухонский район был объединён с Кокшенгским районом в новый Нюксенский район.

## Население
| 2002   | 2009    | 2011  | 2012  | 2013  | 2014  | 2015  | 2016  | 2017  |
| ------ | ------- | ----- | ----- | ----- | ----- | ----- | ----- | ----- |
| 11 714 | ↘11 164 | ↘9687 | ↘9445 | ↘9294 | ↘9159 | ↘8944 | ↘8789 | ↘8629 |
| 2018   | 2019    | 2020  | 2021  | 2023  |       |       |       |       |
| ↘8542  | ↘8357   | ↗8372 | ↗8636 | ↘8521 |       |       |       |       |

По состоянию на 1 января 2013 года в районе проживало 9,3 тыс.человек, из которых 45 % — жители районного центра — села Нюксеница. За 2013 год среднегодовая численность населения уменьшилась на 0,5 % и составила 9,2 тыс.человек. На протяжении последних лет в районе ежегодно наблюдается естественная убыль населения. За 2013 год она составила 66 человек. В то же время главной причиной уменьшения численности населения района остается миграционный отток. В основном из района уезжает молодежь — на учёбу, и на трудоустройство в крупные города. В связи с этим доля трудоспособного населения в районе остается на невысоком уровне — 57,8 %.
Национальный состав
По итогам переписи населения 2020 года проживали следующие национальности (национальности менее 0,1 % и другое, см. в сноске к строке «Другие»):
| Национальность | Численность, чел. | Доля     |
| -------------- | ----------------- | -------- |
| Русские        | 8374              | 96,97 %  |
| Украинцы       | 27                | 0,31 %   |
| Другие         | 235               | 2,72 %   |
| Итого          | 8636              | 100,00 % |

## Территориальное устройство
Административно-территориальные единицы
Нюксенский район в рамках административно-территориального устройства включает 11 сельсоветов:
| №  | Сельсовет       | Соответствующее муниципальное образование                     |
| -- | --------------- | ------------------------------------------------------------- |
| 1  | Березовский     | СП Нюксенское мун. обр.                                       |
| 2  | Бобровский      | СП Нюксенское мун. обр.                                       |
| 3  | Брусенский      | СП Городищенское СП                                           |
| 4  | Брусноволовский | СП Городищенское СП                                           |
| 5  | Востровский     | Востровское СП                                                |
| 6  | Городищенский   | СП Городищенское СП                                           |
| 7  | Дмитриевский    | СП Нюксенское мун. обр.                                       |
| 8  | Игмасский       | Игмасское СП Нюксенского МР, Рослятинское СП Бабушкинского МР |
| 9  | Космаревский    | СП Городищенское СП                                           |
| 10 | Нюксенский      | СП Нюксенское мун. обр.                                       |
| 11 | Уфтюгский       | СП Нюксенское мун. обр.                                       |

Муниципальные образования

Муниципальные образования с 2009 до 2022 гг.

В рамках организации местного самоуправления в границах района функционирует Нюксенский муниципальный округ (с 2004 до 2022 года — муниципальный район).
Изначально в составе новообразованного муниципального района в декабре 2004 года были созданы 9 сельских поселений. В апреле 2009 года некоторые сельские поселения упразднены: Бобровское, Уфтюгское и Красавинское (включены в Нюксенское), Брусенское и Брусноволовское (включены в Городищенское).
С 2009 до 2022 года муниципальный район делился на 4 муниципальных образования нижнего уровня со статусом сельского поселения.
| № | Сельское поселение | Административный центр | Количество населённых пунктов | Население (чел.) | Площадь (км²) |
| - | ------------------ | ---------------------- | ----------------------------- | ---------------- | ------------- |
| 1 | Востровское        | деревня Вострое        | 9                             | ↗539             | 816,83        |
| 2 | Городищенское      | село Городищна         | 65                            | ↗1728            | 1321,09       |
| 3 | Игмасское          | посёлок Игмас          | 5                             | ↗584             | 43,03         |
| 4 | Нюксенское         | село Нюксеница         | 49                            | ↗5785            | 2986,47       |

1 июня 2022 года муниципальный район и все входившие в его состав сельские поселения были упразднены и объединены в Нюксенский муниципальный округ.

## Населённые пункты
В Нюксенском районе (муниципальном округе) 129 населённых пунктов (все — сельские). В Нюксенский муниципальный округ входят 128 населённых пунктов (все, кроме посёлка Илезка Игмасского сельсовета Нюксенского района).
| №         | Населённый пункт       | Тип     | Население (чел.) | Бывшее сельское поселение |
| --------- | ---------------------- | ------- | ---------------- | ------------------------- |
| 1         | Аксентьево             | деревня | 0                | Нюксенское                |
| 2         | Ананьевская            | деревня | 11               | Городищенское             |
| 3         | Березовая Слободка     | деревня | 342              | Нюксенское                |
| 4         | Березово               | деревня | 70               | Нюксенское                |
| 5         | Бледвеж                | деревня | 0                | Городищенское             |
| 6         | Бобровское             | деревня | 141              | Нюксенское                |
| 7         | Большая Горка          | деревня | 9                | Городищенское             |
| 8         | Большая Сельменга      | деревня | 9                | Нюксенское                |
| 9         | Большие Ивки           | деревня | 15               | Городищенское             |
| 10        | Большие Мысы           | деревня | 0                | Городищенское             |
| 11        | Бор                    | деревня | 78               | Городищенское             |
| 12        | Борщовик               | деревня | 0                | Востровское               |
| 13        | Брусенец               | деревня | 92               | Городищенское             |
| 14        | Брусноволовский Погост | деревня | 83               | Городищенское             |
| 15        | Брызгалово             | деревня | 3                | Городищенское             |
| 16        | Быково                 | деревня | 15               | Городищенское             |
| 17        | Васильево              | деревня | 0                | Городищенское             |
| 18        | Васильево              | посёлок | 4                | Игмасское                 |
| 19        | Великий Двор           | деревня | ↘25              | Городищенское             |
| 20        | Верхнее Каменное       | деревня | 3                | Городищенское             |
| 21        | Верхнее Осиново        | деревня | 0                | Нюксенское                |
| 22        | Верхняя Горка          | деревня | 38               | Городищенское             |
| 23        | Верховье               | деревня | 6                | Городищенское             |
| 24        | Ворониха               | деревня | 0                | Городищенское             |
| 25        | Вострое                | деревня | 220              | Востровское               |
| 26        | Гаврилово              | деревня | 0                | Городищенское             |
| 27        | Гора                   | деревня | 14               | Нюксенское                |
| 28        | Гордяково              | деревня | 0                | Городищенское             |
| 29        | Городищна              | село    | ↘594             | Городищенское             |
| 30        | Дворище                | деревня | 3                | Городищенское             |
| 31        | Дмитриево              | деревня | 0                | Нюксенское                |
| 32        | Дор                    | деревня | 25               | Городищенское             |
| 33        | Дор                    | деревня | 4                | Городищенское             |
| 34        | Дроздово               | хутор   | →0               | Городищенское             |
| 35        | Дунай                  | деревня | 37               | Нюксенское                |
| 36        | Жар                    | деревня | 75               | Городищенское             |
| 37        | Заболотье              | деревня | 6                | Востровское               |
| 38        | Заболотье              | деревня | 0                | Нюксенское                |
| 39        | Заборье                | деревня | 12               | Нюксенское                |
| 40        | Заглубоцкая            | деревня | 11               | Городищенское             |
| 41        | Задний Двор            | деревня | 9                | Городищенское             |
| 42        | Задняя                 | деревня | 0                | Нюксенское                |
| 43        | Заречье                | деревня | 22               | Нюксенское                |
| 44        | Звегливец              | деревня | 44               | Нюксенское                |
| 45        | Зимняк                 | посёлок | ↗1               | Игмасское                 |
| 46        | Ивановская             | деревня | ↘0               | Нюксенское                |
| 47        | Игмас                  | посёлок | ↗761             | Игмасское                 |
| 47.000001 | Илезка                 | посёлок | 0                | Рослятинское              |
| 48        | Казаково               | деревня | 6                | Городищенское             |
| 49        | Карманов Двор          | деревня | 35               | Городищенское             |
| 50        | Килейная Выставка      | деревня | 10               | Нюксенское                |
| 51        | Кириллово              | деревня | ↘3               | Игмасское                 |
| 52        | Киселево               | деревня | 0                | Городищенское             |
| 53        | Кишкино                | деревня | →0               | Нюксенское                |
| 54        | Климшино               | деревня | 21               | Городищенское             |
| 55        | Ключевая               | деревня | 0                | Нюксенское                |
| 56        | Козлевская             | деревня | 74               | Городищенское             |
| 57        | Козлово                | деревня | 22               | Городищенское             |
| 58        | Кокуево                | деревня | 29               | Городищенское             |
| 59        | Кокшенская             | деревня | 52               | Нюксенское                |
| 60        | Копылово               | посёлок | 182              | Востровское               |
| 61        | Королевская            | деревня | 5                | Нюксенское                |
| 62        | Космаревская Кулига    | деревня | 20               | Городищенское             |
| 63        | Костинская             | деревня | 0                | Городищенское             |
| 64        | Красавино              | деревня | 64               | Нюксенское                |
| 65        | Кузнецовская           | деревня | 0                | Нюксенское                |
| 66        | Ларинская              | деревня | 14               | Нюксенское                |
| 67        | Леваш                  | посёлок | 300              | Востровское               |
| 68        | Лесютино               | деревня | 240              | Нюксенское                |
| 69        | Лопатино               | деревня | ↘50              | Городищенское             |
| 70        | Лукино                 | деревня | 15               | Городищенское             |
| 71        | Ляменская              | деревня | 16               | Городищенское             |
| 72        | Макарино               | деревня | 82               | Городищенское             |
| 73        | Малая Горка            | деревня | 34               | Городищенское             |
| 74        | Малая Сельменга        | деревня | 3                | Нюксенское                |
| 75        | Малиново               | деревня | 0                | Нюксенское                |
| 76        | Малые Ивки             | деревня | 6                | Городищенское             |
| 77        | Мальчевская            | деревня | 35               | Нюксенское                |
| 78        | Мартыновская           | деревня | 13               | Нюксенское                |
| 79        | Матвеево               | посёлок | 350              | Нюксенское                |
| 80        | Матвеевская            | деревня | ↘110             | Городищенское             |
| 81        | Микшино                | деревня | 23               | Городищенское             |
| 82        | Монастыриха            | деревня | 14               | Городищенское             |
| 83        | Мыгра                  | деревня | 12               | Городищенское             |
| 84        | Мыс                    | деревня | 0                | Нюксенское                |
| 85        | Наволоки               | деревня | 0                | Нюксенское                |
| 86        | Нагорье                | деревня | 0                | Нюксенское                |
| 87        | Наквасино              | деревня | 0                | Нюксенское                |
| 88        | Нижнее Каменное        | деревня | 7                | Городищенское             |
| 89        | Нижнее Осипово         | деревня | 0                | Нюксенское                |
| 90        | Нижняя Горка           | деревня | 27               | Городищенское             |
| 91        | Низовки                | деревня | 23               | Городищенское             |
| 92        | Норово                 | деревня | 7                | Нюксенское                |
| 93        | Нюксеница              | село    | ↗4333            | Нюксенское                |
| 94        | Озерки                 | деревня | 31               | Нюксенское                |
| 95        | Озерки                 | посёлок | 96               | Нюксенское                |
| 96        | Олешковка              | посёлок | 12               | Нюксенское                |
| 97        | Опалихи                | деревня | 21               | Городищенское             |
| 98        | Панфилиха              | деревня | 0                | Нюксенское                |
| 99        | Перхушково             | деревня | 3                | Городищенское             |
| 100       | Пески                  | деревня | ↗69              | Игмасское                 |
| 101       | Побоищное              | деревня | ↘9               | Нюксенское                |
| 102       | Пожарище               | деревня | 16               | Городищенское             |
| 103       | Пожарище               | деревня | 64               | Нюксенское                |
| 104       | Половники              | посёлок | 0                | Городищенское             |
| 105       | Прожектор              | деревня | 61               | Нюксенское                |
| 106       | Пустынь                | деревня | 0                | Востровское               |
| 107       | Пустыня                | деревня | 119              | Городищенское             |
| 108       | Разуличье              | деревня | 0                | Нюксенское                |
| 109       | Сарафановская          | деревня | ↘26              | Городищенское             |
| 110       | Семенова Гора          | деревня | 8                | Нюксенское                |
| 111       | Слекишино              | деревня | 11               | Городищенское             |
| 112       | Слобода                | деревня | 7                | Городищенское             |
| 113       | Слободка               | деревня | 9                | Городищенское             |
| 114       | Советская              | деревня | 35               | Нюксенское                |
| 115       | Советский              | хутор   | 0                | Нюксенское                |
| 116       | Сокольная              | деревня | 0                | Востровское               |
| 117       | Софроновская           | деревня | 65               | Городищенское             |
| 118       | Стрелка                | деревня | 0                | Востровское               |
| 119       | Суровцево              | деревня | 22               | Городищенское             |
| 120       | Тоз                    | деревня | 0                | Городищенское             |
| 121       | Угол                   | деревня | 0                | Нюксенское                |
| 122       | Устье-Городищенское    | деревня | 57               | Нюксенское                |
| 123       | Федьковская            | деревня | 29               | Городищенское             |
| 124       | Холм                   | деревня | 0                | Городищенское             |
| 125       | Хохлово                | деревня | 15               | Городищенское             |
| 126       | Шульгино               | деревня | 19               | Городищенское             |
| 127       | Юшково                 | деревня | 85               | Городищенское             |
| 128       | Ягрыш                  | деревня | 13               | Востровское               |

Упразднённые населённые пункты
Были упразднены деревни Александрово, Александрово-2, Александровский Монастырёк, Алифино, Алёшино, Бедрино, Бильково, Блиново, Большедворская, Бортино, Васильково, Верхнее Карпово, Верхняя Стоговка, Верховье, Веселухи, Гари, Глубокая, Глядино, Гремячая, Григорово (Городищенский с/с), Григорово (Космаревский с/с), Губинская, Денисов Лог, Доровица, Дресвянка, Дуброва, Дубровка, Ельник, Железняково, Жужгово, Закокуевка, Зарубино, Захарково 1-е, Захарково 2-е, Зяблуха, Иванково, Каменный Пар, Каменный Угор, Климово, Ключи, Кокино, Комарово, Коробицыно, Косая, Красавино, Красный Бор, Кресты, Кривошеино, Крутая (Городищенский с/с), Крутая (Космаревский с/с), Крутой Ручей, Кузеиха, Курилово, Лучьяново, Лычное, Люблино, Максимовская, Медведево, Мельница, Михалёво, Муравьёво, Наволок, Насонково, Немза, Непрети, Нижнее Карпово, Нижняя Стоговка, Николаевская Выставка, Новосёлово, Озерской Бор, Олятовская, Орехово, Отрадное, Охотское, Павлово, Парки, Парыгино, Пахомиха, Петушиха, Пихтовый Мыс, Плелая, Плесо, Повар, Погост, Подберезница, Подборская, Подвысокая, Подомарская, Полетаево, Полосы, Поповская, Провальный Лог, Пяртус, Рыбное, Ряжка, Рянды, Светицкие Половники, Сельменгская Слобода, Семеново, Середняя, Сидоровская, Сосновый Починок, Старая Дуброва, Студенец, Студёное, Сухие, Сырощапово, Тонгуж, Тямшево, Тёмное, Холмовская, Цывелево, Чермянино, Чернецово, Чернецово-1, Чернино, Чёрный Пар, Чурилово, Шевелево, Шипичиха, Шишкино, Шохта, Шугинская, Шулев Монастырёк, хутора Борушкино, Дмитриево, Дунай, Кишкино, Княжая, Крутенькая, Моряково, Мурашово, Осоковка, Фифаново, посёлок Волгуж и населённый пункт Потеряха.
В 2000 году были упразднены деревни Быстрое, Веселково, Высокая, Катково, Малые Мысы, Овинцы.
В 2001 году были упразднены деревни Брызгалово, Заовчище, Зачащная, Пепелье, Попово, Сельменгские Половники, Тулупово.
В 2020 году были упразднены деревни Запольная, Левково, Новая Дуброва, Пригорово, Семейные Ложки, Струбиха, Черемисские, Игмас и Подол.

## Местное самоуправление
Главы муниципального округа
- Юлия Павловна Шевцова
- Нина Ивановна Истомина
- Сергей Константинович Мазаев[37]

Председатели представительного собрания
- Леонид Васильевич Согрин
- Евгений Павлович Суровцев[37]

## Транспорт
По Сухоне осуществляется судоходство.
Главной автомобильной дорогой является федеральная трасса А123.
Через район проходят трасса газопровода «Сияние Севера», а также нефтепровод «Ухта — Ярославль».

## Сельское хозяйство
В настоящее время в районе функционируют 7 сельскохозяйственных предприятий, основное направление производства — молочно-мясное животноводство, которым занимаются 5 хозяйств. Несмотря на снижение поголовья коров в 2013 году, валовое производство молока в районе остается практически на одном уровне с 2009 года и в 2013 году составило 1813,2 тонн. Это происходит за счет увеличения надоя молока на одну корову. В среднем по району этот показатель в 2013 году составил 3017 кг. В 2013 году ООО «СП Нюксенский маслозавод-2» был включен в государственную программу «Развитие молочного скотоводства Вологодской области на 2013—2020 годы». В хозяйстве проведена реконструкция телятника на 300 голов, на беспривязном содержании, на глубокой подстилке. Проведена реконструкция двух молочнотоварных ферм, в связи с чем в 2014 году планируется увеличение поголовья крупного рогатого скота, в том числе коров. Продукция ООО «Нюксенский маслозавод» получает высокую оценку на конкурсах качества продукции. На конкурсе качества продукции сыроделия и маслоделия в рамках «Международной недели сыроделия и маслоделия» в Угличе масло сливочное (традиционное) получило золотую медаль, масло сливочное (любительское) — золотую медаль, масло сливочное (крестьянское) — серебряную.

## Лесозаготовка и лесопереработка
Очень важную роль в экономике района занимает лесная отрасль. За 2013 год заготовлено древесины всего 418,7 тыс. м³ или 104 % к уровню 2012 года, в том числе предприятиями, предпринимателями и населением района — 261,1 тыс. м³ или 108,8 % к уровню 2012 года. Объём продукции лесопиления составил по итогам 2013 года 24,1 тыс. м³ или 101,3 % к уровню 2012 года.

## Образование
В системе дошкольного образования района функционирует 12 образовательных учреждений, реализующих основную общеобразовательную программу дошкольного образования. Это — 7 детских садов и 9 дошкольных групп в пяти основных школах.
Система общего образования района включает в себя 11 учреждений: 2 средние, 6 основных, 2 начальные школы и коррекционную школу-интернат. В них обучается 1066 учащихся.
В 2013 году ликвидирована Озерская начальная школа, реорганизованы 3 учреждения типа «начальная школа-детский сад» в детские сады, реорганизована Левашская ООШ путём присоединения к ней Копыловской ООШ, Бобровской ООШ и Востровской начальной школы-детского сада. Причины ликвидации или реорганизации школ — малая наполняемость обучающимися. В связи с нормативным бюджетным финансированием эти образовательные учреждения не в состоянии обеспечить качественные условия реализации образовательных программ.
В двух учреждениях дополнительного образования детей занимается 591 обучающийся: в Доме детского творчества — 435 человек, в Нюксенской ДЮСШ — 156 человек.

## Культура
В 2009 году рейтинг МУКиТ[что?] «Районный этнокультурный центр Пожарище» поднялся в результате победы в конкурсе «Чудеса земли Вологодской» и проведенной рекламной кампании СМИ Вологодской области. Сюжеты, снятые в д. Пожарище, были показаны на телеканалах. Проведен областной фестиваль «Традиционный народный костюм через века», при участии представителей разных районов области и гостей из Москвы и Санкт-Петербурга.
При поддержке Департамента культуры и охраны объектов культурного наследия, ОНМЦ[что?] творческие коллективы Бородиных — Семеновых, ансамбль сестер Чебыкиных были участниками Всероссийского художественного творческого фестиваля «Семья России» в г. Великий Устюг.
Нюксенский районный центр традиционной народной культуры (ЦТНК) принял участие в региональном и федеральном этапах конкурса «100 лучших товаров России», где получили диплом победителя регионального конкурса и диплом лауреата финалиста конкурса. Учреждение получило Декларацию качества продукции «Реконструированный традиционный народный костюм Нюксенского района Вологодской области». В рамках подготовки к 65-летнему юбилею Победы в Великой Отечественной войне 1941—1945 годов в районном центре состоялся спортивный праздник «Память поколений».
Главным значимым событием в культурной жизни района в 2013 году стал пуск нового здания Центра традиционной народной культуры.
Во время своей поездки в Нюксенский район в марте 2013 года губернатор области Кувшинников О. А. поручил главе района взять незавершенные строительные работы по ЦТНК на бюджет района.
На 1 января 2014 года в районе действует 39 учреждений культуры с учётом филиалов.
В районе реализуются целевая программа в сфере культуры «Сохранение и развитие культурного потенциала Нюксенского муниципального района на 2013—2015 годы».

## Достопримечательности, туризм
В Нюксенском районе стало традиционным проведение фольклорных фестивалей и праздников, в том числе праздника «Сухонские напевы» в рамках районной ярмарки. В районе возрождаются традиционные промыслы — гончарный, роспись и резьба по дереву, ткачество, лоскутное шитье, лозоплетение, плетение из бересты. В Нюксенском районе реализуется туристский проект «Нюксеница — кладовая народных традиций», который предусматривает продвижение культурно-познавательного, этнографического, экологического и сельского туризма.
Памятники и объекты Нюксенского района, достойные посещения — в том числе:
Историко-культурные
- Часовня в д. Ляменская
- Постамент памятника Петру Первому в д. Бобровское
- д. Дмитриево — родина Е. П. Хабарова, местными жителями установлен памятный знак
- Воскресенская Бобровская церковь;

Природные
- Бобровский соленый источник
- Урочище Озерки
- Заказник Потеряха
- Обнажения древних пород на реке Сухона